# Димитър Ковачев (кмет на Кюстендил)
Вижте пояснителната страница за други личности с името Димитър Ковачев.
Димитър Иванов Ковачев Белдедов е български учител и политик.

## Биография
Роден е в село Берово, Малешевско в 1870 година. Баща му Иван Мицов Белдедов e коджабашия на Берово, който след Освобождението се заселва в Кюстендил, където създава известния хан „Белдедо“. Димитър Ковачев завършва Кюстендилското педагогическо училище и след като учителства известно време, записва математика във Висшето училище в София. Става учител по математика в кюстендилската девическа гимназия.
Член на Обединената народно-прогресивна партия. На 10 април 1921 година поема от Никола Шопов, председател на Кюстендилската общинска тричленната комисия, кметския пост и остава на него до 14 ноември 1922 година.
Управлението на кмета съвпада с трудна политическа ситуация в Кюстендилско през време на управлението на БЗНС, което е допълнително затормозено от конфликтите между автономистите и федералистите от ВМРО. Въпреки това по време на кметуването му се извършват определени обществени и благоустройствени мероприятия. Отчуждава се част от имота на манастира „Свети Мина“ в Кюстендил, за да се разшири ул. „Александровска“. Откриват се улиците „Лозенград“, „Драговищица“, „Свети Мина“, „Виница“, „Родопи“ и други. Полагат се грижи за издръжката на руските белоемигранти, настанени в приюта на франкобългарския комитет.
През 1923 година Димитър Ковачев се връща отново към учителската професия и се пенсионира четири години по късно. Редом с учителството около десетина години завежда и метеорологичната станция в града. Умира през 1945 г. на 75-годишна възраст.